# Ugo Tutabovi
Ugo Tutabovi (Hugo Tudebusis o Hugues Tubœuf; Normandia, ... – ...; fl. XI secolo) è stato un cavaliere medievale normanno che giunse nell'Italia meridionale attorno al 1035.

## Biografia
Ugo prende parte alla spedizione siciliana di Giorgio Maniace nel 1038.
È un cavaliere che emerge tra i primi capi normanni che fondano la contea di Puglia e si afferma al seguito degli Altavilla nel territorio bizantino dell'Apulia. È il primo conte di Monopoli.
Guglielmo Braccio di Ferro, rientrato nel settembre 1042 a Melfi, eletto capo supremo da tutti i Normanni, si rivolge a Guaimario V, principe longobardo di Salerno ed a Rainulfo Drengot, conte di Aversa, e propone ad entrambi un'alleanza alla pari. Guaimario offre il riconoscimento ufficiale e, alla fine dell'anno, con Rainulfo e Guglielmo, si recano insieme a Melfi e riuniscono un'assemblea dei baroni longobardi e normanni. L'assise termina al principio dell'anno successivo (1043) e vi partecipa lo stesso Ugo. L'intera regione, ad eccezione di Melfi, viene suddivisa in dodici baronie, costituite a beneficio dei capi Normanni e assegnate nei territori di Capitanata, Gargano, Apulia e Irpinia.
Guglielmo stabilisce la sede della contea di Puglia a Melfi, che rimane al di fuori dalla spartizione: il centro della città è diviso in dodici quartieri, in ognuno dei quali ciascun conte (compreso, ovviamente lo stesso Ugo) possiede un palazzo e controlla un settore dell'abitato. I Normanni dividono in dodici Contee le terre conquistate o da conquistare. Il sovrano attribuisce i feudi secondo il rango ed il merito ed ognuno dei cavalieri si dedicherà alla conquista di quanto concessogli.

## Nomina a conte di Monopoli
In particolare è questa la circostanza in cui Ugo riceve la baronia di Monopoli nel territorio dell'Apulia e prende il titolo di conte di Monopoli. Negli antichi documenti monopolitani Ugo viene anche riportato come Dibone, Toute Bone o anche Autobovi.
Tutabovi sconfigge le truppe del catapano bizantino d'Italia, Argiro, nella battaglia di Venosa nello stesso anno 1043.
I cronisti dell'epoca narrano che in quell'occasione Ugo si rese protagonista di un episodio che seminò il panico nelle file dei nemici prima dello scontro: accolti i messi bizantini che gli offrivano le condizioni di pace, cominciò ad accarezzare il collo del cavallo di uno di loro e poi gli assestò un pugno che lo tramortì al suolo.
Non si conosce la data di morte di Tutabovi.

### Fonti antiche
- Goffredo Malaterra